# Tsion halo tishali

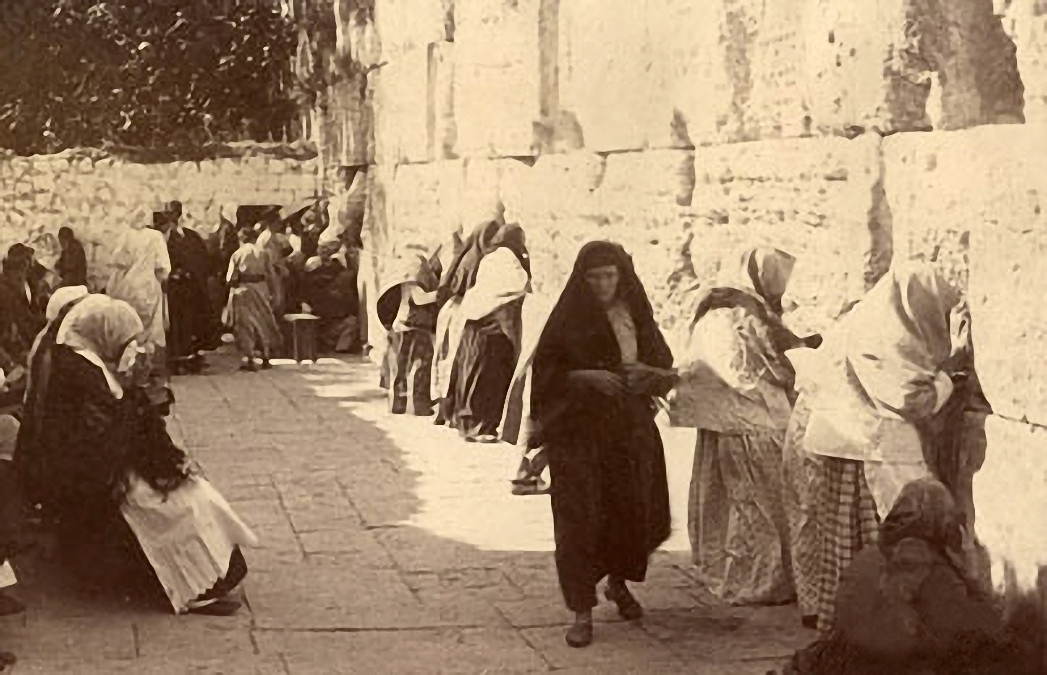
Pèlerins juifs devant le Mur occidental, pleurant Jérusalem et le Temple, vers 1900.

Tsion halo tishali (hébreu : צִיּוֹן, הֲלֹא תִשְׁאֲלִי « Sion, que ne demandes-tu pas ») est un poème de Juda Halévi pleurant avec nostalgie Jérusalem et la terre d’Israël.
Composé à l’origine sans intention liturgique, le poème, novateur à de nombreux égards, inspire rapidement d’autres pièces imitant son texte ou sa métrique, qui intégreront les chants de Sion, constituant un chapitre majeur du répertoire des kinot (élégies) pour le jeûne du 9 av. Tsion halo tishali inspire également nombre de poètes et chanteurs israéliens.